# Copa de Dinamarca (femenina)

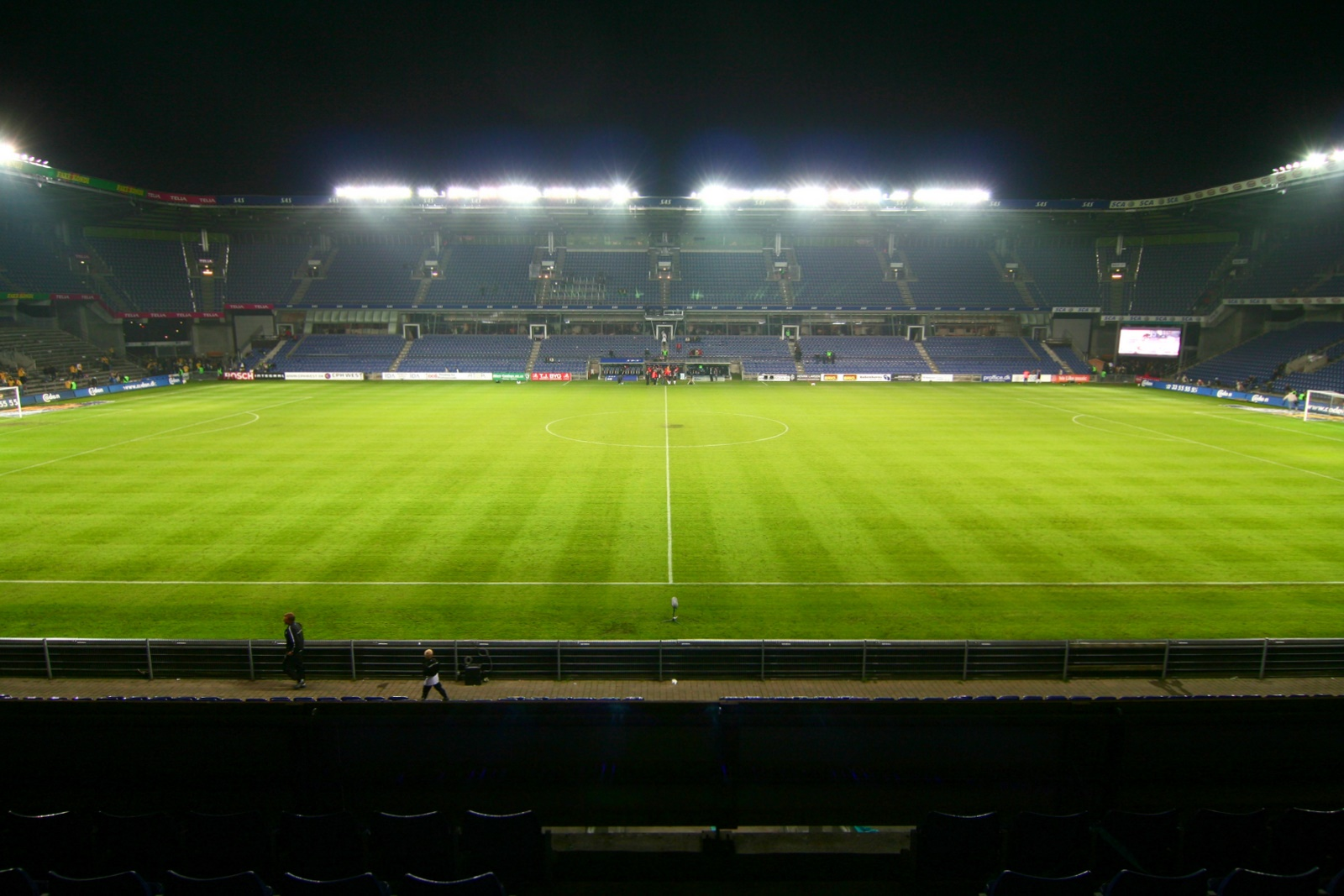
Estadio Brøndby después del partido contra el FC Midtjylland en Copenhague, Dinamarca.

La Copa de Dinamarca, en danés DBU Landspokalturnering for kvinder o Gjensidige Kvindepokalen, por motivos de patrocinio, es una competición anual de fútbol femenino de Dinamarca fundada en 1993.

## Palmarés
| Año  | Campeón             | Resultado | Subcampeón                 |
| ---- | ------------------- | --------- | -------------------------- |
| 1993 | HEI (Hjortshøj Egå) | 3-1       | Vorup FB                   |
| 1994 | HEI (Hjortshøj Egå) | 3-1       | Rødovre BK                 |
| 1995 | Fortuna Hjørring    | 5-1       | Odense Q                   |
| 1996 | Fortuna Hjørring    | 3-1       | Rødrove BK                 |
| 1997 | Rødrove BK          | 1-0       | HEI (Hjortshøj Egå)        |
| 1998 | Odense Q            | 4-3       | Fortuna Hjørring           |
| 1999 | Odense Q            | 2-1       | FB (Frederiksberg)         |
| 2000 | Fortuna Hjørring    | 6-2       | FB (Frederiksberg)         |
| 2001 | Fortuna Hjørring    | 3-2       | Brøndby IF                 |
| 2002 | Fortuna Hjørring    | 4-1       | Brøndby IF                 |
| 2003 | Odense Q            | 4-3       | IK Skovbakken              |
| 2004 | Brøndby IF          | 2-0       | Ballerup-Skovlunde Fodbold |
| 2005 | Brøndby IF          | 3-0       | Fortuna Hjørring           |
| 2006 | Fortuna Hjørring    | 5-1       | IK Skovbakken              |
| 2007 | Brøndby IF          | 0-0(2-1)  | Fortuna Hjørring           |
| 2008 | Fortuna Hjørring    | 4-0       | SønderjyskE                |
| 2009 | IK Skovbakken       | 1-1(4-3)  | Fortuna Hjørring           |
| 2010 | Brøndby IF          | 2-0       | IK Skovbakken              |
| 2011 | Brøndby IF          | 3-2       | Fortuna Hjørring           |
| 2012 | Brøndby IF          | 4-0       | Skjold                     |
| 2013 | Brøndby IF          | 3-2       | Fortuna Hjørring           |
| 2014 | Brøndby IF          | 3-1       | Odense Q                   |
| 2015 | Brøndby IF          | 2-1       | Fortuna Hjørring           |
| 2016 | Fortuna Hjørring    | 3-1       | Brøndby IF                 |
| 2017 | Brøndby IF          | 3-1       | Varde IF                   |
| 2018 | Brøndby IF          | 3-0       | Kolding IF                 |
| 2019 | Fortuna Hjørring    | 1-0       | Brøndby IF                 |
| 2020 | FC Nordsjælland     | 1-0       | FC Thy-Thisted Q           |
| 2021 | FC Thy-Thisted Q    | 2-1       | Brøndby IF                 |